# 中国人民解放军陆军装甲第九旅
装甲第九旅（英語：9th Armored Brigade），是中国人民解放军陆军曾经的一个装甲旅，2017年撤编。

## 概述
该旅最早编制为1968年4月成立的济南军区独立坦克第二团，1976年划归陆军第四十七军建制，1985年扩编为坦克旅，1998年改为装甲旅，2017年撤销编制。

## 沿革
- 济南军区独立坦克第二团——（1968年4月-1976年11月）
- 陆军第四十七军坦克团——（1976年11月-1985年10月）
- 陆军第四十七集团军坦克旅——（1985年10月-1998年11月）
- 陆军第四十七集团军装甲旅——（1998年11月-2011年11月）
- 陆军第四十七集团军装甲第九旅——（2011年11月-2017年4月）[1]